# Lolwa
Lolwa est un village de la République démocratique du Congo situé sur la  N27 à mi-chemin entre la ville de Bunia et Nia-Nia.